# 安徽省高级人民法院
安徽省高级人民法院是中華人民共和國安徽省的高级人民法院。

## 机构设置
- 审判委员会

## 历任领导
院长
副院长

## 对应中级人民法院
- 安徽省合肥市中级人民法院
- 安徽省芜湖市中级人民法院
- 安徽省蚌埠市中级人民法院
- 安徽省淮南市中级人民法院
- 安徽省马鞍山市中级人民法院
- 安徽省淮北市中级人民法院
- 安徽省铜陵市中级人民法院
- 安徽省安庆市中级人民法院
- 安徽省黄山市中级人民法院
- 安徽省阜阳市中级人民法院
- 安徽省宿州市中级人民法院
- 安徽省滁州市中级人民法院
- 安徽省六安市中级人民法院
- 安徽省宣城市中级人民法院
- 安徽省池州市中级人民法院
- 安徽省亳州市中级人民法院

## 文保单位
位于合肥市庐阳区安庆路231号的安徽省高院三孝口法庭2018年列入第六批合肥市文物保护单位。